# رومن مایکین
رومن مایکین (روسی: Роман Майкин؛ زادهٔ ۱۴ اوت ۱۹۹۰) دوچرخه‌سوار اهل روسیه است.
از باشگاه‌هایی که در آن بازی کرده‌است می‌توان به گازپروم-روس‌ولو، و گازپروم-روس‌ولو، اشاره کرد.